# Raphael Kokas

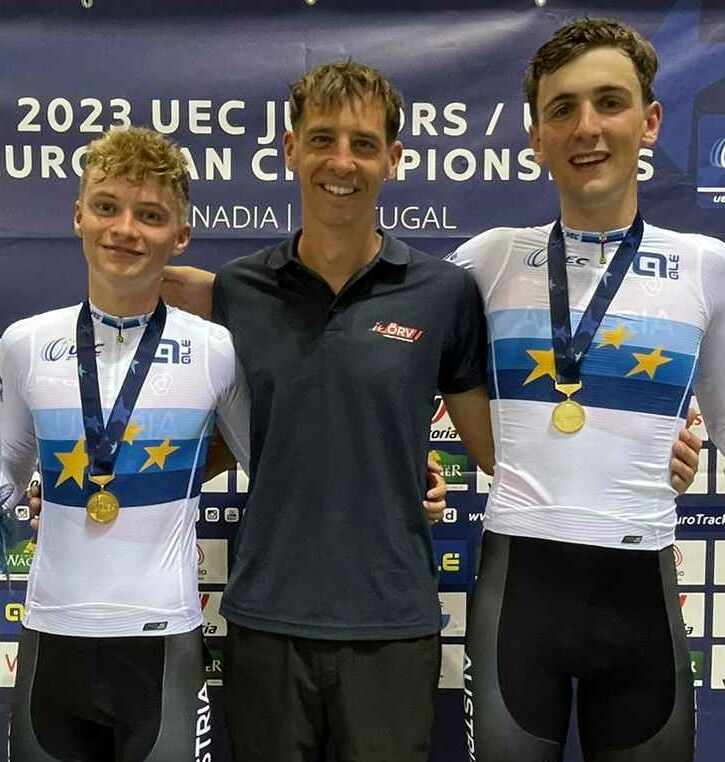
2023 wurde Kokas (l.) mit Maximilian Schmidbauer U23-Europameister im Madison, in der Mitte Nationaltrainer Andreas Graf

Raphael Kokas (* 7. November 2004 in Wien) ist ein österreichischer Radsportler.

## Sportlicher Werdegang
Raphael Kokas stammt aus einer Familie, in der der Radsport eine wichtige Rolle spielt: Sein Vater Gernot Kokas ist Präsident des Landesradsportverbandes Wien (Stand 2025) und leitet das Referat „Bahn“ von Cycling Austria. Auch seine vier Jahre ältere Schwester Janine ist als Radsportlerin erfolgreich. Raphael Kokas startete für das Radleistungsmodell Wien („RLM Wien“).
2019 belegte Kokas bei den österreichischen Junioren-Meisterschaften im Punktefahren auf der Bahn Platz drei, im Jahr darauf Platz eins. Beim Junioren-Wettbewerb „The Next Generation“ im Omnisport im niederländischen Apeldoorn stellte der österreichische Junioren-Vierer am 18. Januar 2020 mit Kokas, Paul Buschek, Alexander Hajek und Stefan Kovar in der Mannschaftsverfolgung mit 4:24,510 Minuten einen neuen österreichischen Rekord auf.
2021 errang er fünf nationale Junioren-Titel, in Punktefahren, Scratch, Ausscheidungsfahren, Einerverfolgung und Omnium. 2022 wurde er mit 17 Jahren zweifacher österreichischer Staatsmeister der Elite – in Ausscheidungsfahren und Omnium – sowie dreifacher Junioren-Meister in Omnium, Punktefahren und Scratch. Wegen des Abrisses des Ferry-Dusika-Hallenstadions in Wien fanden die Meisterschaften im tschechischen Brünn statt. Die einzelnen Meisterschaften wurden gemeinsam ausgefahren, aber nach Alterskategorie getrennt gewertet. Die Teilwettbewerbe des Omniums wurden gleichzeitig als Meisterschaften in den einzelnen Disziplinen gewertet.
2023 wurde Raphael Kokas gemeinsam mit Maximilian Schmidbauer im portugiesischen Sangalhos U23-Europameister im Zweier-Mannschaftsfahren.

## Erfolge
2020
- Österreichischer Junioren-Meister – Punktefahren

2021
- Österreichischer Junioren-Meister – Scratch, Punktefahren, Ausscheidungsfahren, Omnium, Einerverfolgung

2022
- Österreichischer Meister – Ausscheidungsfahren, Omnium
- Österreichischer Junioren-Meister – Omnium, Punktefahren, Scratch

2023
- U23-Europameister – Zweier-Mannschaftsfahren (mit Maximilian Schmidbauer)

2024
- U23-Europameister – Madison (mit Tim Wafler)

2025
- Österreichischer Meister – Ausscheidungsfahren